# Lunar Surface Ultraviolet Camera

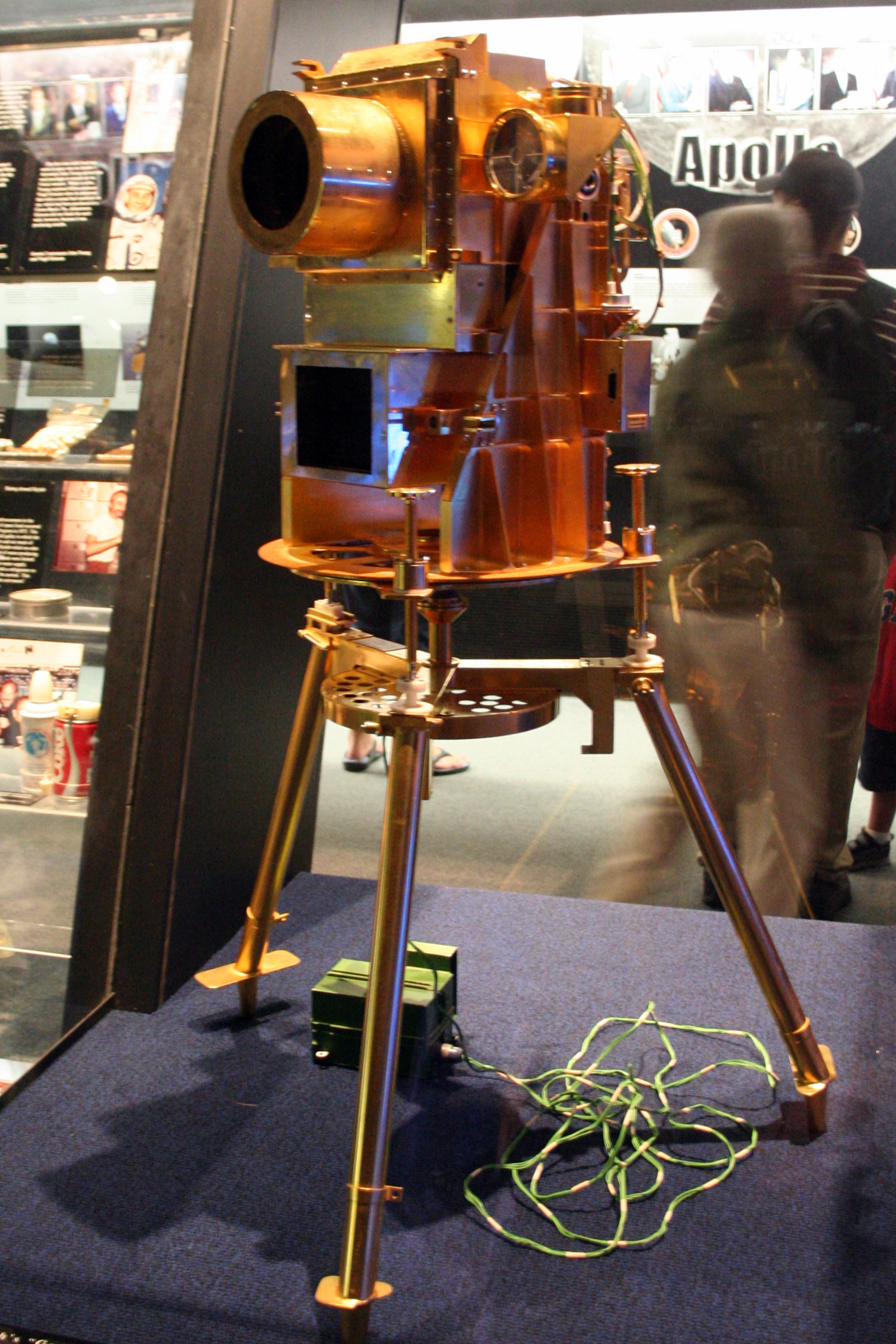
Model en exhibició del Far Ultraviolet Camera Spectrograph.

El Far Ultraviolet Camera/Spectrograph (UVC, en català «Càmera d'Ultraviolat per a la Superfície Lunar») va ser un dels experiments desplegats a la superfície lunar pels astronautes Apollo 16. Va consistir d'un telescopi i una càmera que va obtenir imatges i espectres astronòmics en la regió llunyana en ultraviolat de l'espectre electromagnètic.

## Instrument
El Far Ultraviolet Camera/Spectrograph es va muntar en un trípode, càmera de Schmidt electronogràfica de f/1.0, 75 mm amb un pes de 22 kg. Tenia un camp de visió de 20° en el mode d'imatges, i 0,5x20° de camp en el mode espectrogràfic. Es van subministrar dades espectroscòpiques de 300 a 1350 Ångström, amb resolució a 30 Å, i les imatges es van proporcionar en dos rangs de bandes de passada, 1050-1260 Å i 1200-1550 Å. Es van fer dos plaques correctores de fluorur de liti (LiF) o fluorur de calci (CaF₂), que es podria seleccionar per a diferents bandes de UV. La càmera contenia un fotocàtode d'iodur de cesi (CsI) i es va utilitzar un cartutx de pel·lícula que es va recuperar i va tornar a la terra per al seu processament.

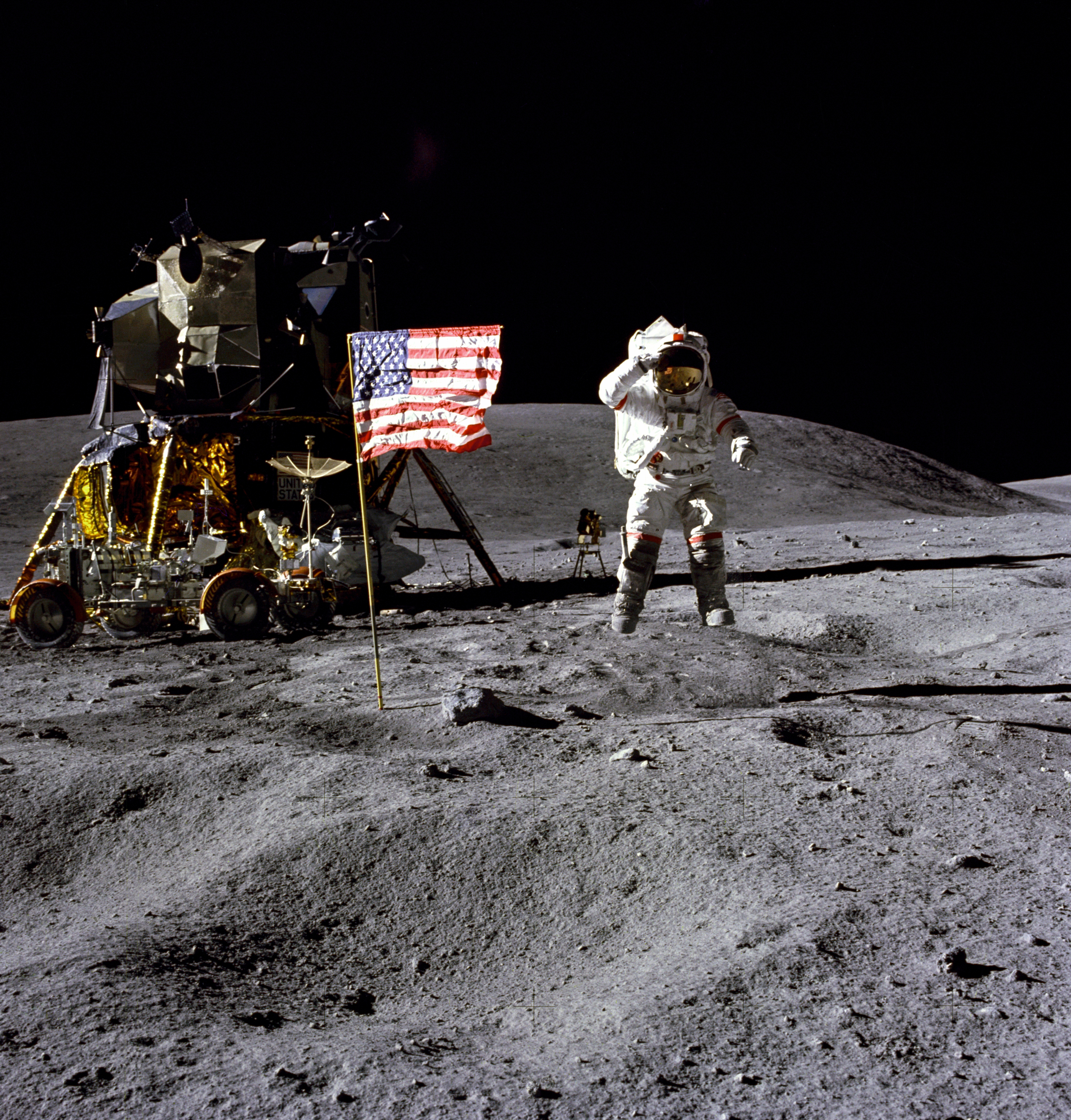
John Young saludant i saltant sobre la superfície lunar. El Far UV Camera/Spectrograph es pot veure en segon pla, sota l'ombra del mòdul lunar.

L'experiment va ser situat a la regió terres altes de Descartes de la superfície lunar que els astronautes de l'Apollo 16 John Young i Charles Duke van allunar l'abril de 1972. Per mantenir-lo fresc i eliminar el resplendor solar, es va col·locar a l'ombra del mòdul lunar. Va ser dirigit manualment pels astronautes, que tornarien a apuntar el telescopi als objectius durant tota l'estada lunar.